# Flavia-Gios
L'equip Flavia-Gios va ser un equip ciclista espanyol que competí professionalment el 1980.
No s'ha de confondre amb l'equip Transmallorca-Flavia-Gios.

## Principals resultats

### A les grans voltes
- Volta a Espanya
  - 1 participacions (1980)
  - 1 victòries d'etapa:
    - 1 el 1980: Francisco Javier Elorriaga

  - 0 classificació final:
  - 0 classificacions secundàries:

- Tour de França
  - 0 participacions

- Giro d'Itàlia
  - 0 participacions